# Каракудук (Росія)
Каракуду́к (рос. Каракудук) — селище у складі Акбулацького району Оренбурзької області, Росія.

## Населення
Населення — 515 осіб (2010; 633 у 2002).
Національний склад (станом на 2002 рік):
- росіяни — 39 %
- казахи — 30 %